# Samuel Goudsmit
Samuel Goudsmit (11. července 1902, Haag – 4. prosince 1978, Reno, Nevada) byl nizozemsko-americký fyzik, známý pro svůj návrh konceptu spinu společně s Georgem Uhlenbeckem v roce 1925.

## Život
Narodil se v Nizozemsku do židovské rodiny, jeho otec byl výrobce toalet, matka provozovatelka kloboučnického obchodu. Oba rodiče byli v roce 1943 deportování do koncentračního tábora, kde byli zavražděni.
Goudsmit studoval fyziku na univerzitě v Leidenu pod vedením Paula Ehrenfesta, v roce 1927 zde získal doktorát. V letech 1927–1946 byl profesorem na Michiganské univerzitě. Roku 1930 napsal s Linusem Paulingem práci „The Structure of Line Spectra“, během druhé světové války působil i na Massachusettském technologickém institutu.
Goudsmit byl jmenován členem vedení Alsos, skupiny která měla za úkol shromažďovat informace o vývoji jaderných zbraní v Německu. V roce 1944 se jim povedlo zjistit, že Německo je ve vývoji jaderné zbraně oproti spojencům o asi dva roky pozadu a později členové skupiny zadrželi několik německých jaderných fyziků. Ve své knize z roku 1947 Goudsmit uvádí, že Němci nebyli k vyrobení jaderné zbraně blízko a to jednak proto, že v Německu jako totalitním státu nefungovala věda a jednak proto, že němečtí fyzici nevěděli jak jadernou zbraň vytvořit. Obě tato tvrzení byla později historiky zpochybněna a totalitní stát (Sovětský svaz) úspěšně dokončil vývoj atomové zbraně jen těsně po vydání této knihy.
Po válce byl Goudsmit krátce vědeckým pracovníkem na Severozápadní univerzitě a v letech 1948–1970 pracoval v Brookhaven National Laboratory, z toho 8 let působil jako vedoucí fyzikální sekce laboratoře. Mezitím se stal editorem známého fyzikálního časopisu Physical Review a v roce 1958 založil časopis Physical Review Letters. Po odchodu do penze v roce 1974 se stal emeritním profesorem na Nevadské univerzitě v Renu, kde zůstal až do své smrti o 4 roky později.
Rovněž udělal některé příspěvky v egyptologii, jeho sbírka egyptských starožitností se nachází na Michiganské univerzitě.